# روبرت فوريستر (رياضي)
روبرت كوربين فوريستر (بالإنجليزية: Robert Korbin Forrister)‏ (من مواليد 16 نوفمبر 1992 في كيدرتون، جورجيا، الولايات المتحدة) هو سائق سباقات السيارات المحترف الأمريكي.